# Station Bunnik
Station Bunnik is een spoorwegstation in Bunnik gelegen aan de Rhijnspoorweg.

## Geschiedenis
Bij de opening van de spoorlijn naar Arnhem in 1844 werd Bunnik geen station toebedeeld. Volgens de Nederlandsche Rhijnspoorweg-Maatschappij (NRS) leverde een halte in Bunnik te weinig potentiële reizigers op. Na jarenlange onderhandelingen tussen de gemeente en de NRS werd in 1884 overeenstemming bereikt. Tegen betaling van 2.500 gulden was de NRS bereid een halte in Bunnik te openen. Op 20 mei 1884 stopte de eerste trein op het station, dat aanvankelijk slechts was voorzien van een plaatskaartenbureau en een kleine wachtgelegenheid. In 1902 werd een nieuw station gebouwd, waarin plaats was voor een plaatskaartenbureau, een kantoor, twee wachtkamers en toiletten. In 1919 werd vlak bij het station een fruitveiling geopend. Die werd een goede klant van de spoorwegen. De opkomst van de bus betekende het einde van het reizigersvervoer. In 1938 werd het station gesloten. In 1958, na het staken van het goederenvervoer, werd het stationsgebouw gesloopt. Het station bevond zich op de plek waar de Schoudermantel het spoor kruist. De Stationsweg is een laatste herinnering aan het station.

## Heropening
Op 20 mei 1972 werd station Bunnik heropend. Op de oorspronkelijke locatie was te weinig ruimte, waardoor het nieuwe station ongeveer één kilometer westelijker werd gebouwd. Er werd geen stationsgebouw gebouwd, wel kwam er in 1987 een houten noodgebouw, dat tot 2004 dienstdeed.
In de winter 2006/07 werd op proef een deel van het perron van spoor 1 van vloerverwarming voorzien. Het perron werd door middel van grondwater verwarmd, wat tot doel had gladheid door sneeuw en ijs te voorkomen. Blijkbaar was de proef succesvol, want op station station Den Haag Centraal heeft men bij de vernieuwing van het station de perrons voorzien van klimaatbeheersing die de vloeren in de winter verwarmt en in de zomer verkoelt. In november 2012 werd de vloerverwarming weer verwijderd, tevens werd het perron iets verhoogd.
Op 24 maart 2016 werd een tunnel voor fietsers en voetgangers onder het station geopend, voorzien van liften. De overweg in de Groeneweg werd dezelfde dag gesloten en enkele dagen later opgebroken. Eerder, op 18 december 2015 was 600 meter westelijker een autotunnel onder het spoor geopend, en vanaf die datum was de overweg afgesloten voor auto's.
In juni 2022 werd het perron richting Driebergen-Zeist geheel vernieuwd, en werden er nieuwe bovenleidingportalen geplaatst die steunpunten hebben buiten de perrons (en niet meer midden op de perrons). Het perron richting Utrecht werd in oktober 2022 vernieuwd.

## Treinen
Station Bunnik werd in 1972 geopend als een halte voor de stoptreinen Den Haag/Rotterdam - Gouda - Arnhem - Nijmegen/Zutphen (later Utrecht - Arnhem). De stoptreinen Utrecht - Rhenen die vanaf 1981 gingen rijden stopten de eerste jaren niet in Bunnik, pas in de jaren 90 gingen deze ook in Bunnik stoppen. Sinds december 2006 heeft Bunnik geen rechtstreekse verbinding meer met Arnhem.
De volgende treinen stoppen in de dienstregeling 2025 te Bunnik:
| Serie | Treinsoort    | Route                                                                                              | Bijzonderheden |
| ----- | ------------- | -------------------------------------------------------------------------------------------------- | --- |
| 7300  | Sprinter (NS) | Breukelen – Utrecht Centraal – Bunnik – Driebergen-Zeist – Veenendaal Centrum – Rhenen             | |
| 7400  | Sprinter (NS) | Uitgeest – Zaandam – Amsterdam Centraal – Breukelen – Utrecht Centraal – Bunnik – Driebergen-Zeist | Rijdt alleen tijdens de brede spitsuren, waarbij net na de ochtendspits en net vóór de middagspits enkel tussen Uitgeest en Utrecht Centraal v.v. wordt gereden. |

## NS-wandeling
Er is een NS-wandeling, Wandeltocht Amelisweerd, welke begint bij station Utrecht Centraal en via de Oudegracht en de Kromme Rijn langs de landgoederen Amelisweerd en Rhijnauwen voert. Eindpunt van de wandeling is station Bunnik. Er zijn 3 routes van 7, 12 of 15 km.

## Ontwikkeling aantal reizigers
Het aantal door NS vervoerde reizigers (per gemiddelde werkdag) ontwikkelde zich sedert 2019 als volgt:
| Jaar | Aantal reizigers |
| ---- | ---------------- |
| 2019 | 2.702            |
| 2020 | 974              |
| 2021 | 906              |
| 2022 | 1.615            |
| 2023 | 2.007            |
| 2024 | 1.995            |

De dip in 2020, 2021 en ten dele 2022 is te verklaren door het feit dat er vanwege de beperkingen als gevolg van de coronacrisis minder gereisd mocht worden.

## Afbeeldingen

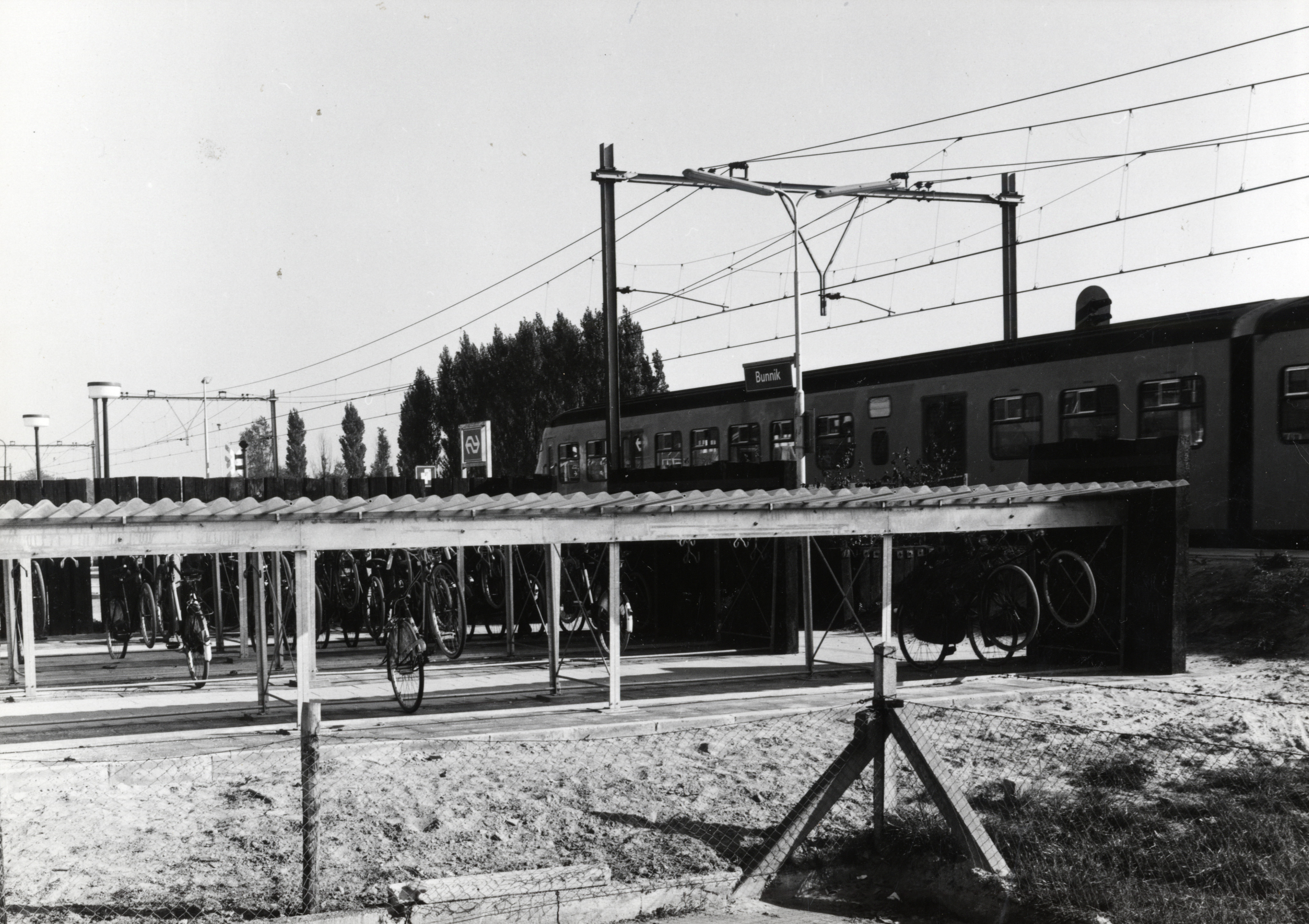
Station in 1972
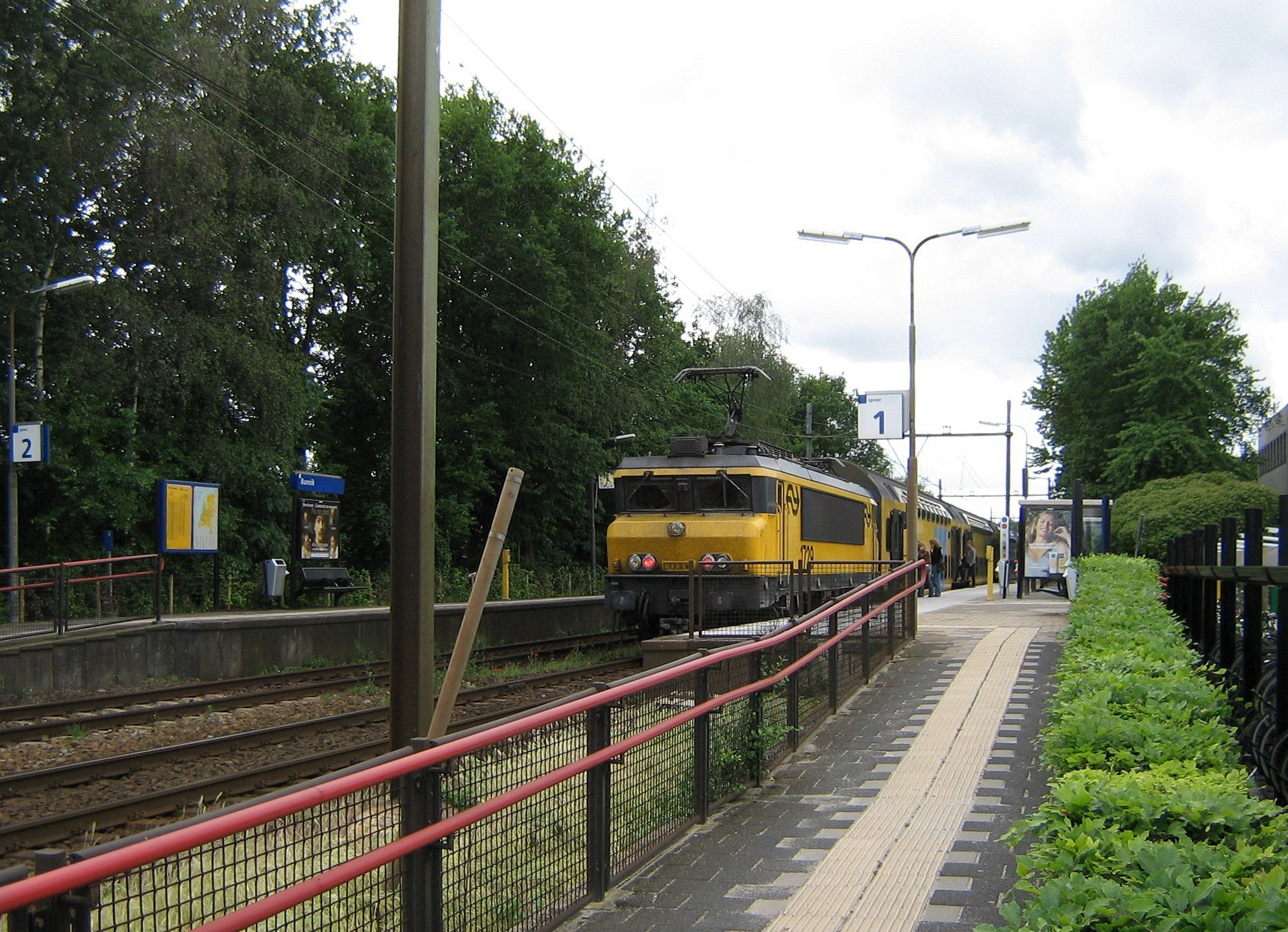
Oude dubbeldekker op het station
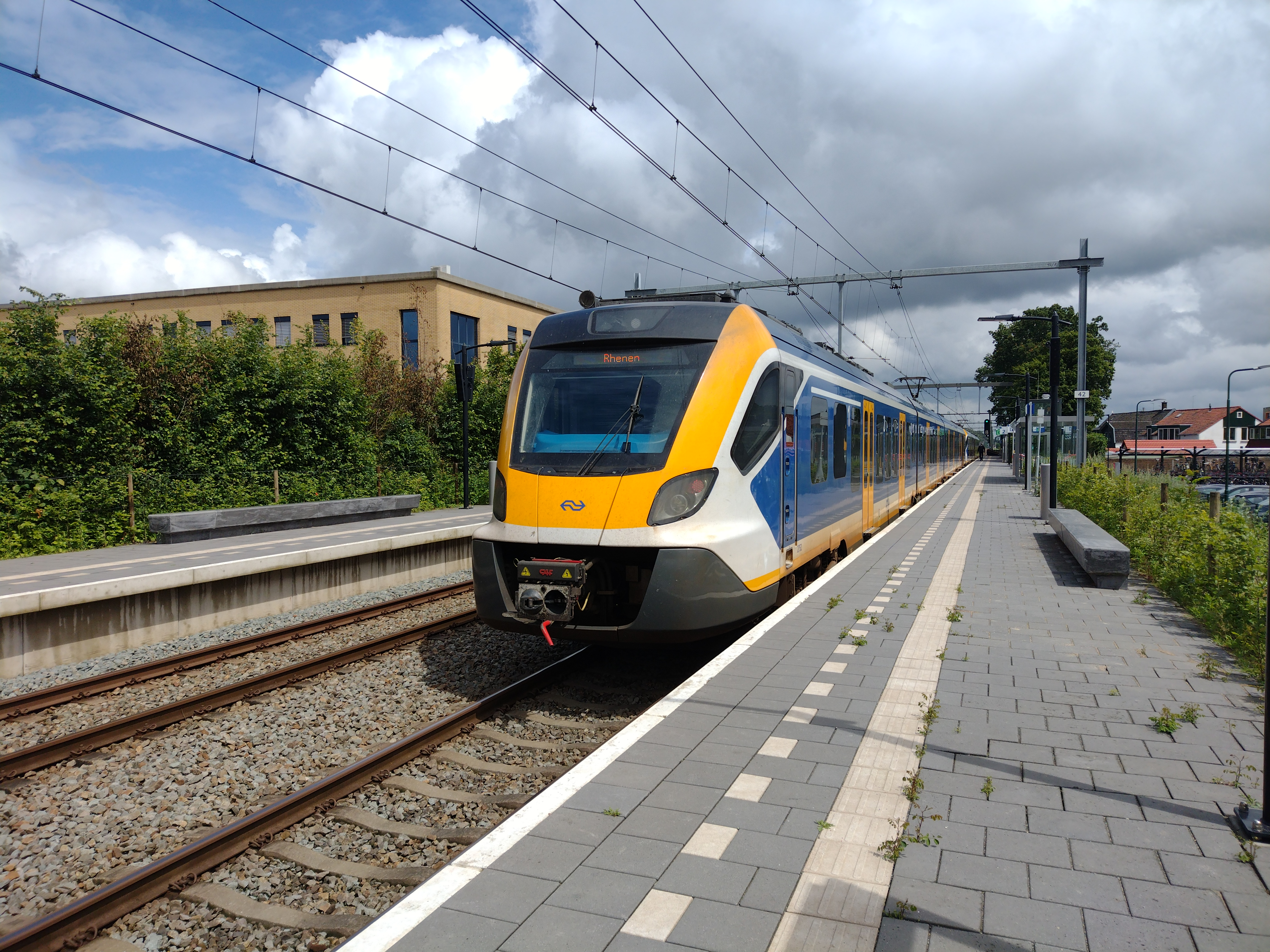
SNG op het station
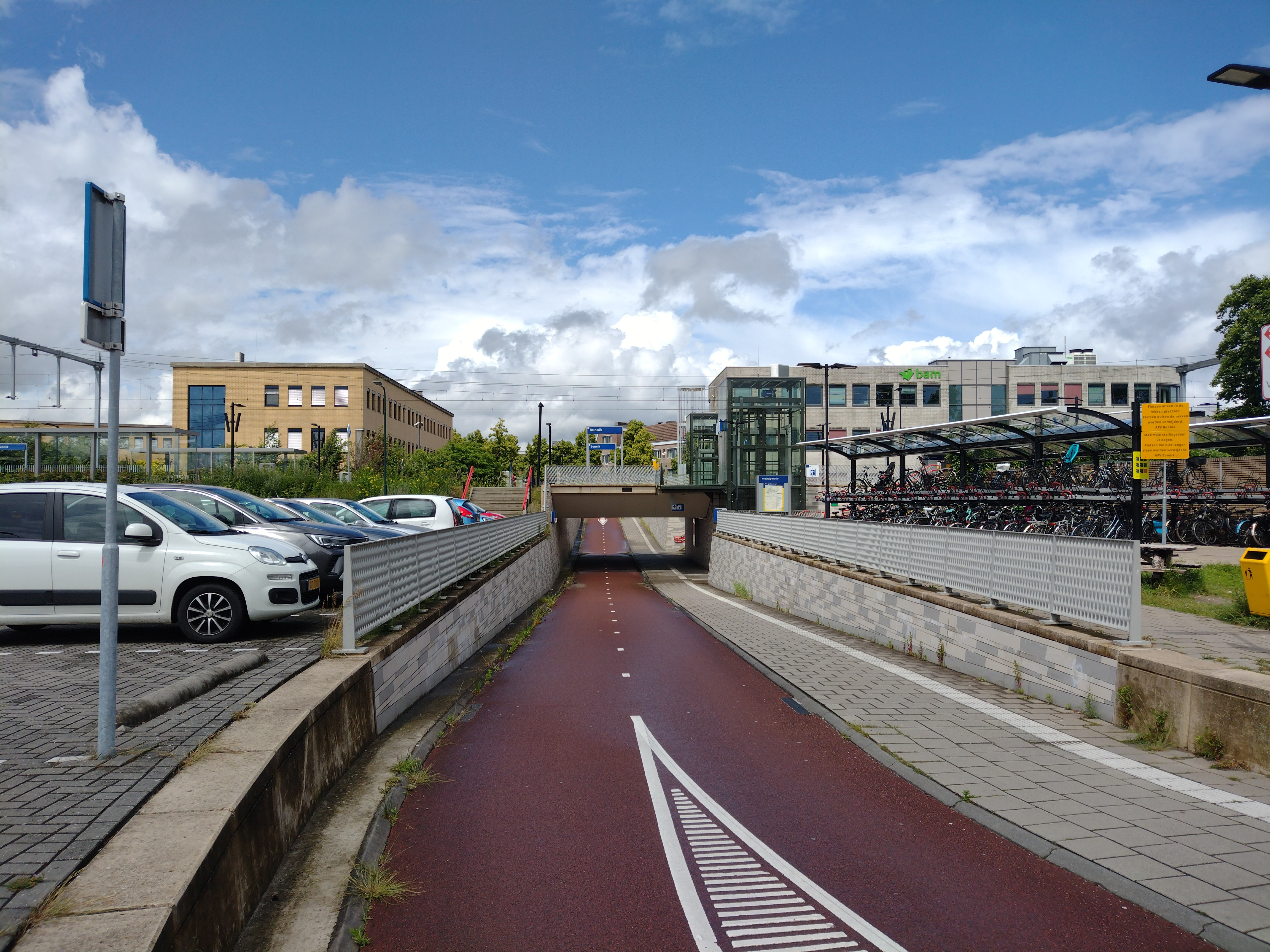
Het station in 2024